# VfL Stettin
VfL Stettin was een Duitse voetbalclub uit de Pommerse stad Stettin, dat tegenwoordig het Poolse Szczecin is.

## Geschiedenis
In 1912 voegde de Stettiner Turnverein, die al in 1847 opgericht werd, een voetbalafdeling toe aan het aanbod van de club. Nadat in 1925 voetbalclubs geen onderdeel meer mochten zijn van turnclubs, werd de voetbalafdeling onafhankelijk onder de naam VfL Stettin. De club had echter geen sportieve successen. Dit veranderde echter in 1930 na het faillissement van Stettiner FC Titania toen de spelers van deze succesvolle club zich bij VfL aansloten. De club deed het meteen beter en plaatste zich in 1932 en 1933 voor de Pommerse eindronde, maar werd telkens laatste. Hierdoor kwalificeerde club zich in 1933 wel voor de nieuwe Gauliga Pommern, een van de zestien hoogste divisies in het Derde Rijk. Deze liga werd gedomineerd door Stettiner SC en VfL degradeerde in 1935/36.
In 1939 promoveerde de club terug naar de Gauliga. Door het uitbreken van de Tweede Wereldoorlog moesten enkele clubs zich terugtrekken en bleven er negen clubs over die in twee groepen verdeeld werden. VfL eindigde samen met Stettiner SC op de eerste plaats, maar had een beter doelsaldo en ging door naar de finale tegen de andere groepswinnaar, Germania Stolp. De club won thuis met 2-1 en verloor uit met 1-0. In deze tijd was er nog geen sprake dat uitdoelpunten dubbel telden of dat er penalty's genomen werden om een wedstrijd te beslissen en er werd een derde wedstrijd gespeeld die VfL met 5-2 won. Hierdoor plaatste de club zich voor het eerst voor de eindronde om de Duitse landstitel. De club kwam in een groep met slechts twee andere clubs, SC Union 06 Oberschöneweide en VfB Königsberg. VfL was kansloos en verloor alle wedstrijden. De volgende jaren speelde de club in de middenmoot en degradeerde in 1942/43. De club keerde na één seizoen terug en speelde nog drie wedstrijden in het laatste seizoen van de Gauliga, alvorens deze afgebroken werd door de omstandigheden in de Tweede Wereldoorlog.
Na het einde van de oorlog werden alle Duitse voetbalclubs ontbonden, Stettin werd nu een Poolse stad en de club hield op te bestaan.

## Erelijst
Gauliga Pommeren
1940